# Запорізька державна інженерна академія
Запорі́зька держа́вна інжене́рна акаде́мія (ЗДІА) — промисловий заклад вищої освіти Запоріжжя IV рівня акредитації.
День академії — 1 вересня. У закладі вищої освіти навчається 5397 студентів. Серед викладацького складу 23 доктори та 22 професори. З 2015 року ректором ЗДІА є професор, доктор технічних наук Віктор Банах.
В академії здійснюється підготовка фахівців на п'яти факультетах за трьома освітньо-кваліфікаційними рівнями — бакалавр, спеціаліст, магістр. Бакалаври навчаються за 17 напрямами з 11 галузей знань, а спеціалісти та магістри — за 19 спеціальностями за денною і заочною формами навчання. Всі спеціальності акредитовані за IV рівнем. Центр безперервної освіти має ліцензію на перепідготовку спеціалістів за 17 спеціальностями.

## Історія
7 квітня 1932 року розпочалися заняття в одному з найперших в історії міста Запоріжжя вищих навчальних закладів. Окрім вже наявних металургійного технікуму та училища при «Запоріжсталі» відкрився філіал Дніпропетровського металургіного інституту (ДМетІ), який був розрахований на 100 студентів. Навчання відбувалося на вечірніх відділеннях за наступними спеціальностями: доменне, мартенівське, електросталеплавильне та феросплавне виробництва, термообробка металу.
У 1959 році Міністерством вищої і середньої освіти УРСР на базі філіалу ДМетІ заснована майбутня Запорізька державна інженерна академія, на той час як вечірній факультет Дніпропетровського металургійного інституту. З 1965 року — філія ДМетІ, з 1976 року — Запорізький індустріальний інститут. Першим ректором став Потебня Юрій Михайлович. Під його керівництвом з провінційного ВНЗ ЗІІ увійшов до числа найбільш відомих і перспективних ВНЗ країни. Постановою Кабінету Міністрів України № 592 від 29 серпня 1994 року на базі Запорізького індустріального інституту створена Запорізька державна інженерна академія. За роки свого 58-ми річного існування завдяки вдалому старту навчальний заклад виріс з філії провінційного інституту до академії.

## Реорганізація
13 листопада 2018 року ректор Запорізького національного університету Микола Фролов видав указ про створення Інженерного інституту Запорізького національного університету. У документі йдеться про те, що процес злиття відбувається у зв'язку з виробничою необхідністю відповідно до указу Міністерством освіти України. До складу інституту увійшли 4 факультети: металургії, будівництва і цивільної інженерії, економіки та менеджменту, енергетики, електроніки та інформаційних технологій, а також кілька десятків кафедр. 4 вересня 2018 року, Запорізька державна академія ухвалила рішення об'єднатися з Запорізьким національним університетом. «За» таке рішення проголосувала більшість трудового колективу.

## Кампуси і корпуси
Навчальний комплекс академії повністю займає один міський квартал, на якому розташовані 3 основні корпуси: навчальний, (загальна площа — 9769,7 м²), навчально-лабораторний (8706,9 м²), лабораторний (9043,6 м²).
Студентське містечко складається з двох багатоповерхових гуртожитків: № 1 з загальною площею — 7009,6 м² з кількістю місць 320 та гуртожиток № 2 з площею 7850,2 м², розраховане на 640 місць, які розташовані поблизу від навчального комплексу та мають всю необхідну інфраструктуру.
Спортивно-фізкультурний комплекс на острові Хортиця має 3 основні корпуси з загальною площею — 5857,8 м² та їдальню з площею — 464,8 м².
На березі Азовського моря розташована база відпочинку «Монтажник», де академія має 45 місць на правах власності.

## Факультети

### Факультет металургії
Галузь знань:
Механічна інженерія, автоматизація та приладобудування
Спеціальності:
- Галузеве машинобудування
- Металургія
- Автоматизація та комп'ютерно-інтегровані технології

http://www.zgia.zp.ua/index.php?page=3166&lang=ua

### Факультет будівництва та цивільної інженерії
Галузь знань:
виробництво та технології, архітектура та будівництво, цивільна безпека
Спеціальності:
- Технології захисту навколишнього середовища
- Будівництво та цивільна інженерія
- Цивільна безпека

### Факультет енергетики, електроніки та інформаційних технологій
Галузь знань:
Інформаційні технології, електрична інженерія, автоматизація та приладобудування, електроніка та телекомунікації
Спеціальності:
- Інженерія програмного забезпечення
- Теплоенергетика
- Гідроенергетика
- Електроенергетика, електротехніка та електромеханіка
- Мікро- та наносистемна техніка
- Електроніка

### Факультет економіки та менеджменту
Галузь знань:
соціальні та поведінкові науки, управління та адміністрування
Спеціальності:
- Економіка
- Підприємництво, торгівля та біржова діяльність
- Фінанси, банківська справа та страхування
- Облік і оподаткування
- Менеджмент
- Публічне управління та адміністрування

http://www.zgia.zp.ua/index.php?page=3170&lang=ua

### Центр безперервної освіти
Галузь знань:
соціальні та поведінкові науки, управління та адміністрування
- Отримання другої вищої освіти як паралельно з першим, так і на факультеті післядипломної освіти, а також навчання в докторантурі та аспірантурі
- Підвищення кваліфікації
- Підготовка абітурієнтів до вступу до ВНЗ України

### Кафедри
КАФЕДРА МЕТАЛУРГІЇ  http://www.zgia.zp.ua/index.php?page=32&lang=ua [Архівовано 14 червня 2013 у Wayback Machine.]
КАФЕДРА ОБРОБКИ МЕТАЛІВ ТИСКОМ http://www.zgia.zp.ua/index.php?page=42&lang=ua [Архівовано 7 червня 2013 у Wayback Machine.]
КАФЕДРА МЕТАЛУРГІЙНОГО ОБЛАДНАННЯ http://www.zgia.zp.ua/index.php?page=43&lang=ua [Архівовано 7 червня 2013 у Wayback Machine.]
КАФЕДРА АВТОМАТИЗОВАНОГО УПРАВЛІННЯ ТЕХНОЛОГІЧНИМИ ПРОЦЕСАМИ http://www.zgia.zp.ua/index.php?page=58&lang=ua [Архівовано 7 червня 2013 у Wayback Machine.]
КАФЕДРА УКРАЇНОЗНАВСТВА http://www.zgia.zp.ua/index.php?page=51&lang=ua [Архівовано 7 червня 2013 у Wayback Machine.]
КАФЕДРА ПРОМИСЛОВОГО ТА ЦИВІЛЬНОГО БУДІВНИЦТВА http://www.zgia.zp.ua/index.php?page=47&lang=ua [Архівовано 7 червня 2013 у Wayback Machine.]
КАФЕДРА МІСЬКОГО БУДІВНИЦТВА І ГОСПОДАРСТВА http://www.zgia.zp.ua/index.php?page=48&lang=ua [Архівовано 7 червня 2013 у Wayback Machine.]
КАФЕДРА ВОДОПОСТАЧАННЯ ТА ВОДОВІДВЕДЕННЯ http://www.zgia.zp.ua/index.php?page=49&lang=ua [Архівовано 7 червня 2013 у Wayback Machine.]
КАФЕДРА ПРИКЛАДНОЇ ЕКОЛОГІЇ ТА ОХОРОНИ ПРАЦІ http://www.zgia.zp.ua/index.php?page=33&lang=ua [Архівовано 7 червня 2013 у Wayback Machine.]
КАФЕДРА ПРИРОДНИЧИХ НАУК http://www.zgia.zp.ua/index.php?page=61&lang=ua [Архівовано 7 червня 2013 у Wayback Machine.]
КАФЕДРА ІНОЗЕМНИХ МОВ І ЛІНГВІСТИЧНИХ КОМУНІКАЦІЙ http://www.zgia.zp.ua/index.php?page=52&lang=ua [Архівовано 7 червня 2013 у Wayback Machine.]
КАФЕДРА ТЕПЛОЕНЕРГЕТИКИ http://www.zgia.zp.ua/index.php?page=44&lang=ua [Архівовано 14 червня 2013 у Wayback Machine.]
КАФЕДРА ГІДРОЕНЕРГЕТИКИ http://www.zgia.zp.ua/index.php?page=46&lang=ua [Архівовано 7 червня 2013 у Wayback Machine.]
КАФЕДРА ЕЛЕКТРОТЕХНІКИ ТА ЕНЕРГОЕФЕКТИВНОСТІ http://www.zgia.zp.ua/index.php?page=45&lang=ua [Архівовано 7 червня 2013 у Wayback Machine.]
КАФЕДРА МІКРОЕЛЕКТРОННИХ ІНФОРМАЦІЙНИХ СИСТЕМ http://www.zgia.zp.ua/index.php?page=62&lang=ua [Архівовано 7 червня 2013 у Wayback Machine.]
КАФЕДРА ЕЛЕКТРОННИХ СИСТЕМ http://www.zgia.zp.ua/index.php?page=54&lang=ua [Архівовано 6 червня 2013 у Wayback Machine.]
КАФЕДРА ПРОГРАМНОГО ЗАБЕЗПЕЧЕННЯ АВТОМАТИЗОВАНИХ СИСТЕМ http://www.zgia.zp.ua/index.php?page=31&lang=ua [Архівовано 14 червня 2013 у Wayback Machine.]
КАФЕДРА ФІЗИЧНОГО ВИХОВАННЯ І СПОРТУ  http://www.zgia.zp.ua/index.php?page=35&lang=ua [Архівовано 12 вересня 2016 у Wayback Machine.]
КАФЕДРА ЕКОНОМІКИ ПІДПРИЄМСТВА http://www.zgia.zp.ua/index.php?page=59&lang=ua [Архівовано 7 червня 2013 у Wayback Machine.]
КАФЕДРА ФІНАНСІВ, БАНКІВСЬКОЇ СПРАВИ ТА СТРАХУВАННЯ http://www.zgia.zp.ua/index.php?page=37&lang=ua [Архівовано 7 червня 2013 у Wayback Machine.]
КАФЕДРА МЕНЕДЖМЕНТУ ОРГАНІЗАЦІЇ ТА УПРАВЛІННЯ ПРОЕКТАМИ http://www.zgia.zp.ua/index.php?page=39&lang=ua [Архівовано 12 вересня 2016 у Wayback Machine.]
КАФЕДРА ОБЛІКУ, АНАЛІЗУ, ОПОДАТКУВАННЯ ТА АУДИТУ http://www.zgia.zp.ua/index.php?page=36&lang=ua [Архівовано 12 вересня 2016 у Wayback Machine.]
КАФЕДРА «ЕКОНОМІКИ ТА ІНФОРМАЦІЙНИХ ТЕХНОЛОГІЙ»  http://www.zgia.zp.ua/index.php?page=53&lang=ua [Архівовано 12 вересня 2016 у Wayback Machine.]
КАФЕДРА ФІЛОСОФІЇ ТА СУСПІЛЬНИХ НАУК http://www.zgia.zp.ua/index.php?page=38&lang=ua [Архівовано 12 вересня 2016 у Wayback Machine.]

## Ректори
- Потебня Юрій Михайлович — ректор з 1976 р. по 1983 р.
- Ревун Михайло Павлович — ректор з 1983 р. по 2003 р.
- Пожуєв Володимир Іванович — ректор з 2003 р. по 2013 р.
- Швець Євгеній Якович — в.о. ректора з 2013 р. по 2015 р.
- Банах Віктор Аркадійович — ректор з 2015 р.

## Передові технології
Для забезпечення навчального процесу в академії створено комп'ютерні класи, об'єднані високошвидкісний мережею, оснащені мультимедійними комп'ютерами високого рівня, які дозволяють розробляти сучасні системи економічної інформації, системи моделювання, прогнозування та дослідження мікро-і макроекономічних процесів. Для організації, керівництва, координації, контролю та здійснення робіт із забезпечення безперебійного функціонування і розвитку програмно-апаратного комплексу на правах структурного підрозділу ЗДІА діє Інформаційно-обчислювальний центр.

## Студенти
Загальний контингент студентів академії становить 5397 чоловік. Студенти беруть участь у різних заходах: зборах, урочистих засіданнях, ділових зустрічах, концертах, святах. Досягнення студентів у спорті — це одне з успішних напрямків, що розвивається керівництвом академії. Вихованці академії ставали олімпійськими чемпіонами, срібними призерами. У стінах ВНЗ було підготовлено 11 майстрів спорту з фехтування. Академія надає можливість займатися баскетболом, легкою атлетикою, волейболом; проводяться змагання в різних видах спорту.

## Викладачі
Навчальний процес і наукову діяльність забезпечують 357 викладача, у тому числі 23 доктори та 22 професорив наук, 189 кандидатів наук, доцентів.

## Інфраструктура
Академія має 2 студентських гуртожитки на 1280 місць, загальною площею 14850 кв.м. У гуртожитках створено всі умови для комфортного проживання самостійної роботи і підготовки до занять.
Особливий внесок в охорону і зміцнення здоров'я студентів робить санаторій-профілакторій, єдиний серед санаторіїв ВНЗ України, який удостоєний вищої категорії та працює в безперервному режимі. Лікувальний комплекс складається з кабінетів лікарів, маніпуляційного кабінету, інгаляторію, залу лікувальної фізкультури, відділення фізіотерапії.

### Співпраця та міжнародні зв'язки
В академії працює Відділ міжнародних зв'язків. Починаючи з 1998 а активізувалася робота в галузі міжнародного співробітництва, налагодження та забезпечення контактів з регіональними вітчизняними та міжнародними фондами та організаціями, які адмініструють міжнародні програми академічних та наукових обмінів, а також — ознайомлення студентів, аспірантів та викладачів з актуальними академічними програмами, грантами, стажуваннями, надання різнобічної допомоги щодо участі у них.
Студенти, аспіранти ЗДІА мають можливість брати участь у конкурсах на отримання стипендій, місць стажування за кордоном; також студенти мають можливість під час навчання впродовж літніх канікул працювати і подорожувати країнами Західної Європи, США. З березня 2006 а була проведена реорганізація відділу міжнародних зв'язків академії шляхом об'єднання Відділу міжнародних зв'язків та Підготовчого відділення для іноземних громадян. В академії дотримуються принципу: інженер зобов'язаний володіти комп'ютерними технологіями і обов'язково знати іноземну мову. Реалізуючи цей принцип на практиці, в ЗДІА створили Лінгвістичний центр, де студенти можуть удосконалювати знання англійської, німецької або французької мови, опанувати італійською та іспанською мовами. Випускники, які пройшли навчання в Лінгвістичному центрі, стажуються в магістратурі навчальних закладів Німеччини, Фінляндії, Ірландії. Академія співробітничає з Національним Комітетом IAESTE, який займається організацією наукових і студентських обмінів і включає 54 вузи України, працює під егідою ООН і об'єднує національні комітети 65 країн світу.

## Почесні доктори, професори та випускники
- Воронкова Валентина Григорівна — доктор філософських наук, професор. Автор понад 350 наукових праць, серед яких монографії та навчальні посібники.
- Гавриш Василь Степанович — кандидат технічних наук, професор. Автор понад 200 наукових праць. У 1984 році указом Президії Верховної Ради УРСР присвоєно почесне звання «Заслужений працівник вищої школи УРСР».
- Глушко Василь Трохимович — доктор технічних наук, професор. Автор понад 600 публікацій і близько 230 винаходів.
- Бастрига Іван Михайлович — випускник 1968 року:
  - Заслужений металург України
  - Повний кавалер ордену «За заслуги».
  - Нагороджений грамотою Верховної Ради України.
  - Генеральний директор Запорізького алюмінієвого комбінату.
- Кужель Олександра Володимирівна — випускниця 1983 року. Народний депутат України.
- Юрій Лагутін, Михайло Іщенко, Олександр Резанов, Сергій Кушнирюк та Олександр Шипенко — чемпіони Олімпійських ігор.
- Валентина Лутаєва — член гандбольної збірної команди СРСР — переможця Олімпійських ігор у Монреалі та Москві.
- Тетяна Чернявська — майстер спорту міжнародного класу у фехтуванні, чемпіонка світу (1986 р.), срібний призер Всесвітньої студентської Універсіади в Японії.
- Федотов Олександр Олександрович — голова правління Запорізького алюмінієвого комбінату.
- Печериця Костянтин Арикович — український інженер-металург, підприємець і громадський діяч.

## Нагороди та репутація
У журналі «Гроші» від 24.03.2011 р. опубліковано підсумки рейтингування вищих навчальних закладів роботодавцями (Google, Atlanticgroup, МЕТРО Кеш енд Керрі Україна, компанія «Сандора», МТС-Україна та ін.). ЗДІА зайняла 15 місце серед 20 технічних університетів України.